# Ipomoea orizabensis

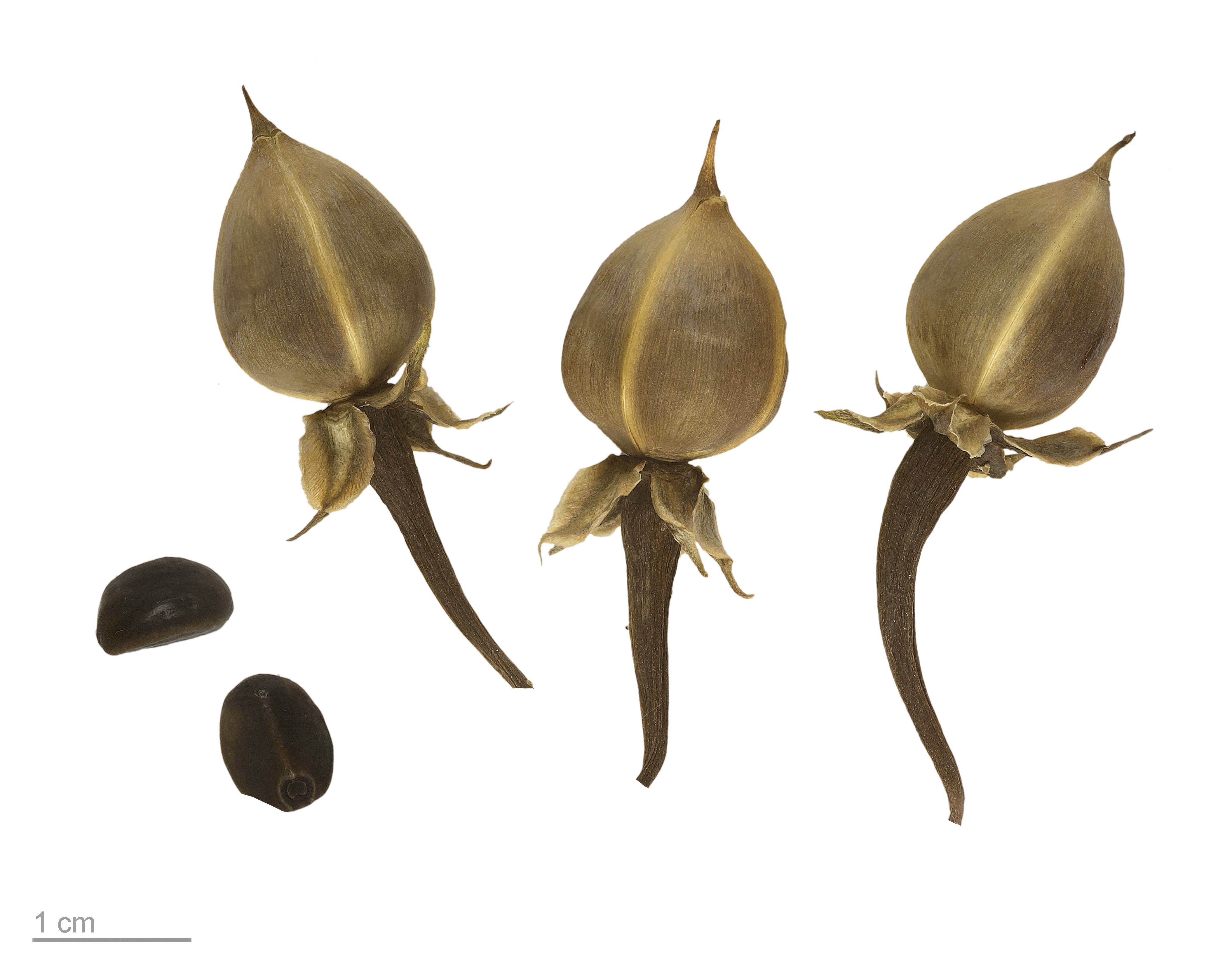
Ipomoea orizabensis - MHNT

Ipomoea orizabensis es una especie fanerógama de la familia Convolvulaceae.

## Clasificación y descripción de la especie
Planta herbácea, voluble, trepadora o a veces postrada, perenne; tallo más o menos lignescente, ramificado, glabro a pubescente; hoja ovada, entera o 3 a 5-lobada, de 4 a 13 (16.5) cm de largo, de 3 a 10 (14) cm de ancho, ápice agudo, acuminado; inflorescencias con 1 a 5 flores; sépalos subiguales, oblongo-lanceolados a ovado-elípticos, de (4)8 a 15 mm de largo; corola con forma de embudo (infundibuliforme), a veces subcampanulada, de (4.5)5 a 9 cm de largo, de color azul-rojizo, rosa, rojo-vino a escarlata, tubo generalmente blanco o por lo menos más claro; el fruto es una cápsula globosa a subglobosa, con 4 semillas, subglobosas, puberulentas o glabras.

## Distribución de la especie
Se distribuye desde el norte de México (en los estados de Sinaloa, Coahuila, Nuevo León, Tamaulipas, Durango, San Luis Potosí, Guanajuato, Querétaro, Hidalgo, Nayarit, Jalisco, Michoacán, México, Distrito Federal, Morelos, Puebla, Tlaxcala, Veracruz, Oaxaca, Chiapas), hasta Guatemala, en Centroamérica.

## Ambiente terrestre
Esta especie es muy común en las partes boscosas templadas, principalmente en encinares y pinares, aunque se puede encontrar en bosque tropical caducifolio, pastizal y bosque mesófilo de montaña, sobre todo en la vegetación secundaria correspondiente, en un gradiente altitudinal que se extiende de 1000 a 2800 m s.n.m. Florece de julio a noviembre.

## Estado de conservación
No se encuentra bajo ningún estatus de protección.